# Taversöe Tuick Chambered Cairn

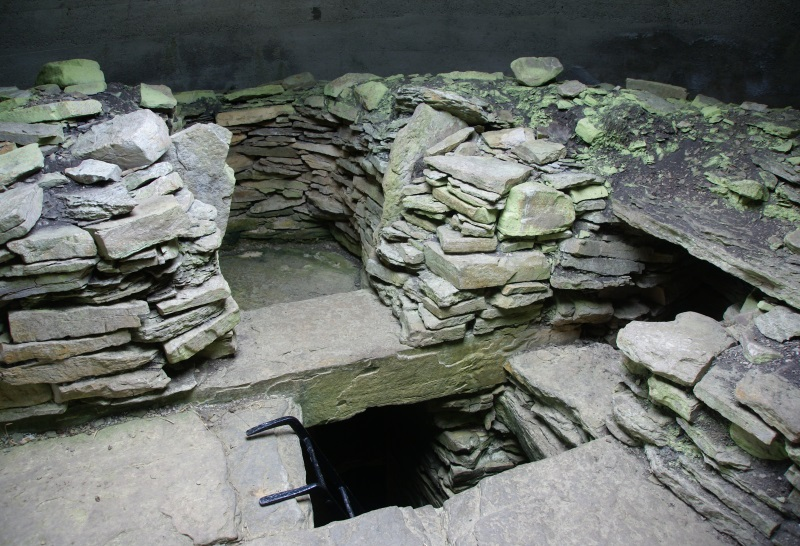
De bovenste kamer. In het Neolithicum was er geen opening naar de onderste kamer.

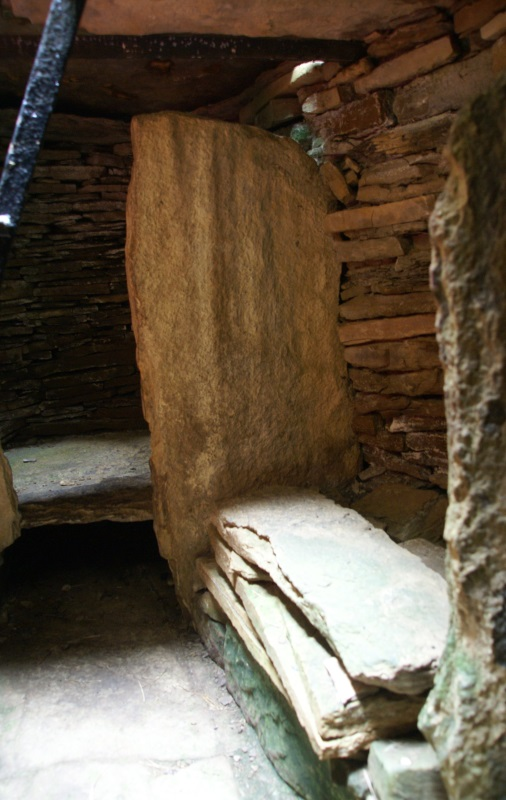
De onderste kamer.

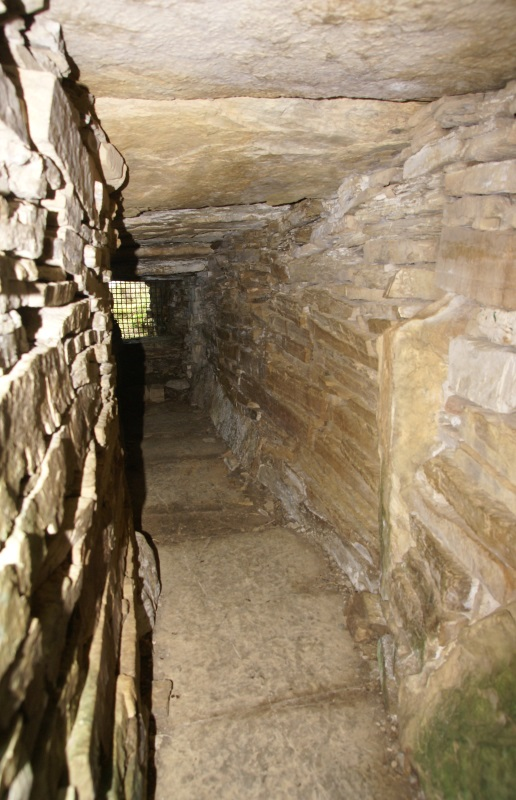
De oorspronkelijke toegangspassage naar de onderste kamer.

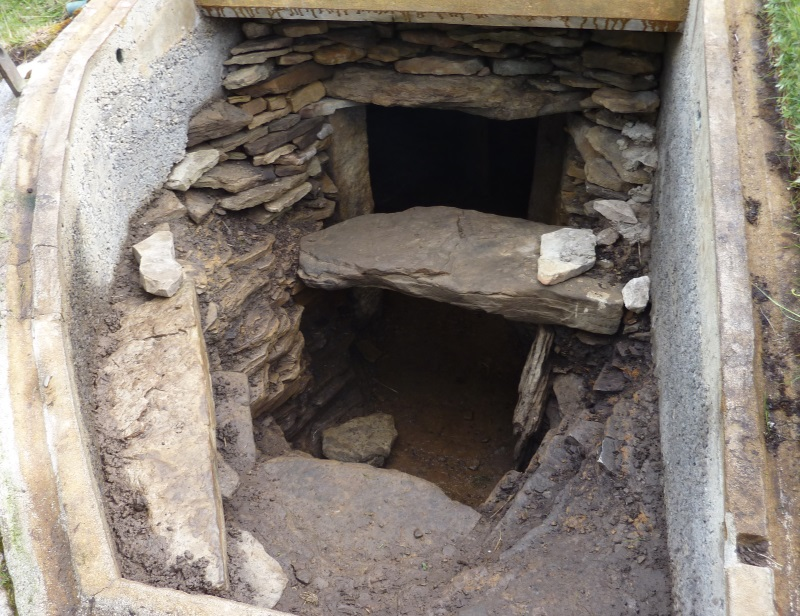
De toegang van de kleine tombe.

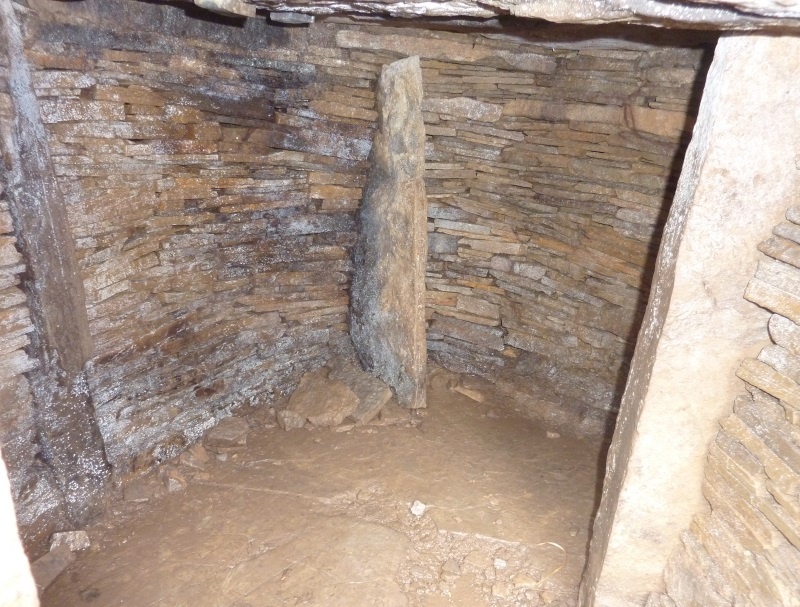
Interieur van de kleine tombe.

De Taversöe Tuick Chambered Cairn is een gekamerd steengraf uit het neolithicum, gelegen aan de zuidkust van Rousay, een van de Schotse Orkney-eilanden.

## Periode
De Taversöe Tuick Chambered Cairn stamt uit het neolithicum, rond 3000 v.Chr.
De tombe werd in 1898 ontdekt. Voor de ontdekking was er enkel sprake van een met heide begroeide heuvel van zo'n 1,2 meter hoog. In 1934 kwam de tombe in staatsbeheer. In 1937 werd de tombe geheel uitgegraven en werd de bovenste kamer van een koepeldak voorzien om de tombe te beschermen tegen de elementen.

## Naamgeving
De oorsprong van de benaming Taversöe Tuick is niet bekend, al zijn er verschillende theorieën.,  Tuick is een moderne verengelsing van het woord tooack uit het dialect van de Orkney-eilanden. Dit woord is op zijn beurt afgeleid van het Oudnoorse þúfa, dat heuvel betekent.
Het deel Taversoe was oorspronkelijk Taiverso, waarin het o-element afgeleid is van het Oudnoorse haugr, dat heuvel betekent. De afleiding van Taiver is onduidelijk. Een theorie zegt dat het is afgeleid van het Oudnoorse tafr, dat offer betekent; dan zou de naam heuvel van het offer zijn. Een andere theorie verwijst naar een nu verloren folklore die samenhing met deze plaats; Taiver zou dan verwijzen naar het Oudnoorse taufr, dat magie of betovering betekent. Het werkwoord taufra betekent betoveren. Wellicht werd de heuvel ooit beschouwd als de woning van een mythische tovenaar.

## Beschrijving
De Taversöe Tuick Chambered Cairn is een ronde graftombe van het type Orkney-Cromarty met een diameter van ongeveer negen meter, waarbij de interne rechthoekige ruimte is verdeeld in compartimenten middels van rechtopstaande platte stenen, die paarsgewijs aan de lange zijden van de rechthoek staan. De tombe is op een helling gelegen.
De Taversöe Tuick Chambered Cairn bestaat eigenlijk uit drie tombes. De grootste graftombe bestaat uit twee grafkamers waarbij de ene kamer op de andere is gebouwd. Er zijn in Orkney maar twee tombes bekend met dit ontwerp; de andere tombe is de Huntersquoy Chambered Cairn op Eday. De bovenste kamer is tegelijk gebouwd met de onderste kamer. Deze grafkamers hadden beide hun eigen ingang en werden onafhankelijk van elkaar gebruikt. Naast de toegang tot de onderste kamer bevindt zich een derde, kleine tombe. Deze tombe is middels een van platte stenen voorzien kanaal verbonden met de onderste tombe. Deze gang is 46 centimeter op zijn breedste punt en slechts zes centimeter breed wanneer de gang de kleine tombe bereikt.

### De onderste kamer
De onderste kamer had zijn toegang aan de zuidzijde en was in vier compartimenten verdeeld, elk voorzien van stenen banken. De passage is ongeveer zes meter lang en wordt hoger en breder naar de tombe toe. Van 40 centimeter breed en 60 centimeter hoog aan de ingang van de passage tot 60 centimeter breed en 1,2 meter hoog aan het einde van de passage. De rechthoekige kamer is 1,5 meter hoog, 3,7 meter lang en 1,4 meter breed.
In de kamer zijn botten gevonden die minstens van drie verschillende personen afkomstig zijn; hierbij was een ineengedoken skelet dat op een van de banken lag.
Bij de opgraving werden in de geblokkeerde ingangspassage drie hopen met gecremeerde botten gevonden.

### De bovenste kamer
De bovenste kamer had zijn toegang aan de noordzijde. Deze passage is 3,4 meter lang, 90 centimeter breed en 90 centimeter hoog. De kamer bevindt zich op het huidige grondniveau. In de kamer werden de gecremeerde botten gevonden van minstens één volwassene en één kind. De kamer is verdeeld in twee compartimenten: een klein compartiment aan de noordoostelijke zijde, te benaderen tussen twee rechtopstaande platte stenen door; en het hoofdcompartiment dat ook weer is verdeeld in twee delen. De totale ruimte is 4,7 meter lang en 1,9 meter breed. De vloer van deze ruimte bestaat uit vijf grote, platte stenen. Een gat in de vloer geeft toegang tot de onderste kamer; dit was in de steentijd niet mogelijk.

### De kleine tombe
De kleine tombe bestaat uit een peervormige kamer, verdeeld in compartimenten door vier rechtopstaande platte stenen. De kamer is 1,6 meter lang, 1,1 meter breed en 85 centimeter hoog op zijn hoogste punt.
Het dak bestaat uit liggende, platte stenen en is nog intact. In deze kamer werden drie in goede staat verkerende aardewerk potten gevonden. 
Er werden geen botresten aangetroffen. De ingang bestaat uit een modern houten luik.

## Interpretaties
De betekenis, nut en functie van de kleine tombe is onduidelijk. Van het kanaal dat de kleine tombe met de onderste tombe verbindt, werd bij de eerste opgraving gedacht dat het een waterafvoer was. Buiten het feit dat het vreemd is dat de afvoer twee tombes met elkaar verbindt, bleek dat bij hevige regenval het kanaal droog bleef.
De kleine tombe zou enkel een opslag kunnen zijn geweest om offers neer te leggen. De hoeveelheid werk die nodig was om deze kleine tombe en het kanaal naar de andere tombe te realiseren, is echter dusdanig veel, dat deze theorie kan worden betwijfeld.
Een andere theorie stelt dat het kanaal of schacht aan de levenden de mogelijkheid bood om te praten met de geesten van de doden. De theorie dat de mensen uit het Neolithicum hun voorouders vereerden, wordt algemeen geaccepteerd. In dit kader zou de schacht als een soort orakel kunnen hebben gediend, waarbij men in de kleine tombe kroop en dan sprak in de kleine opening van de schacht; de echo van hun eigen woorden kon dan worden geïnterpreteerd worden zoals men wilde. 
Deze theorie is ook voor andere tombes zoals de Wideford Hill Chambered Cairn genoemd.

## Beheer
De Taversöe Tuick Chambered Cairn wordt beheerd door Historic Environment Scotland.